# Maya Karimata
La isla Maya Karimata (en indonesio: Pulau Maya Karimata, también llamada Maya o Maja) es una isla en el distrito Ketapangen de la provincia de Kalimantan oeste, en Indonesia. Su superficie es de 992,1 km². Pertenece al archipiélago de Borneo y se sitúa en las coordenadas geográficas siguientes 1°15′S 109°55′E / -1.250, 109.917. La mayor altitud de la isla es de 509 m. Tiene un litoral de 140,5 kilómetros y su principal ciudad es Tanjungsatai.